# فام هونگ
فام هونگ (انگلیسی: Phạm Hùng; ۱۱ ژوئن ۱۹۱۲ – ۱۰ مارس ۱۹۸۸) سیاست‌مدار اهل ویتنام بود. وی از ۱۸ ژوئن ۱۹۸۷ تا ۱۰ مارس ۱۹۸۸ نخست‌وزیر این کشور بود.
فام هونگ در ۱۰ مارس ۱۹۸۸، در سن ۷۵ سالگی بر اثر سکته قلبی درگذشت.
وی همچنین برندهٔ جوایزی همچون نشان انقلاب اکتبر شده‌است.